# Кримський літературно-художній меморіальний музей-заповідник
Кримський літературно-художній меморіальний музей-заповідник — музей-заповідник, що включає чотири музеї в Ялті та Гурзуфі Автономної Республіки Крим України.

## Історія
Музей-заповідник створено під час анексії Криму Російською Федерацією, 2016 року на основі установ, що раніше існували:
- ДБУ РК «Будинок-музей А. П. Чехова в Ялті» (у своєму складі мав відділи «Дача А. П. Чехова та О. Л. Кніппер у Гурзуфі» і «Чехов і Крим» на дачі Омюр)
- ДБУ РК «Музей О. С. Пушкіна в Гурзуфі»

Наразі[коли?] охоплює чотири музеї із загальним музейним фондом понад 30 тисяч одиниць зберігання, ялтинський будинок Антона Чехова, його дачу в Гурзуфі та будинок Армана Емманюеля Рішельє[джерело?].

## Об'єкти
| Фото | Назва                                          | Адреса                                          |
| ---- | ---------------------------------------------- | ----------------------------------------------- |
|      | Будинок-музей Чехова в Ялті                    | м. Ялта, вул. Кірова, 112                       |
|      | Дача А. П. Чехова та О. Л. Кніппер у Гурзуфі   | смт Гурзуф, вул. Чехова, 22                     |
|      | Кримський республіканський музей О. С. Пушкіна | смт Гурзуф, вул. Набережна ім. О. С. Пушкіна, 3 |
|      | Дача «Омюр»                                    | м. Ялта, вул. Кірова, 32                        |